# Papírmaš

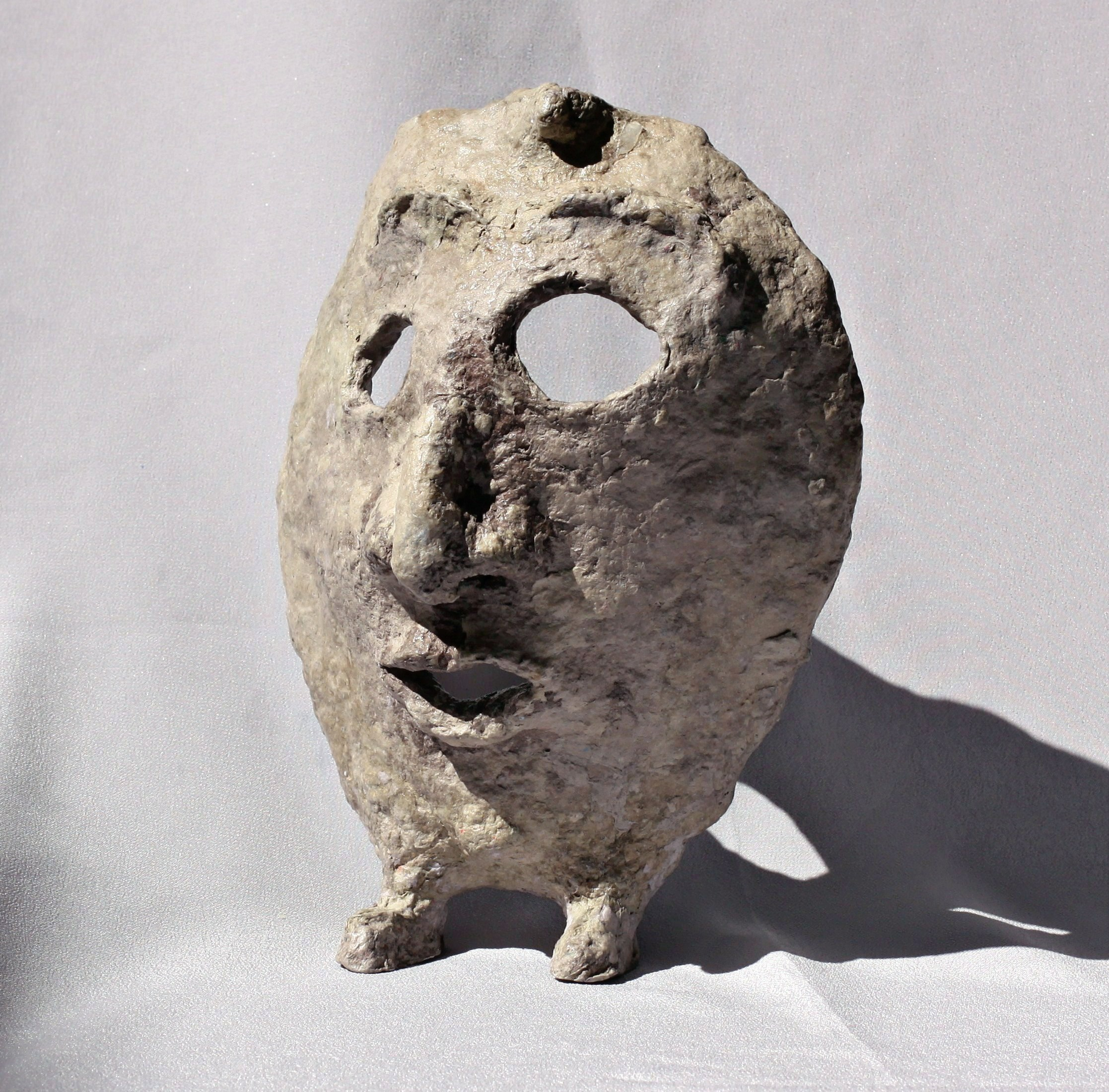
Maska zhotovená z papírmaše

Papírmaš (z francouzského papier mâché = rozdrcený papír), papírová masa je směs drceného papíru, vody a lepidla, která se po vytvarování lije do forem a suší se.
Tradiční metoda výroby papírmaše spočívá v použití vody a mouky či jiné škroboviny, z nichž vznikne krémovitá kaše, která se smíchá s rozvařeným či rozmáčeným papírem. Místo mouky lze použít i jiná vhodná vodou ředitelná lepidla. Přidáním hřebíčkového oleje, soli či jiných přísad se snižuje riziko vzniku plísně.

## Historie

### Čína
Jako první začali papírmaš používat Číňané v období dynastie Chan kolem roku 200 př. n. l., krátce po vynálezu výroby papíru. Používali tuto techniku ke zhotovování například válečnických helem, kazet na zrcadla, tabatěrek či obřadních masek.

### Egypt
Ve starověkém Egyptě se z kartonáže – z vrstev plátna nebo papyru pokrytých sádrou – často zhotovovaly rakve a posmrtné masky.

### Střední a Dálný východ
V Persii se papírmaš používal především k výrobě malovaných krabiček, podnosů a pouzder. V Japonsku a v Číně se z něj vyráběl i vrstvený papír. V Japonsku a v Indii sloužil též ke zdobení brnění a štítů.